# Schwäbische-Alb-Radweg
Der Schwäbische-Alb-Radweg führt über 416 Kilometer als Radfernweg vom Bodensee über die Schwäbische Alb bis nach Donauwörth. Während seines Verlaufes überwindet der Schwäbische-Alb-Radweg 4052 Höhenmeter bergauf und 4031 Höhenmeter bergab.
Auf Karten wird der Radweg in der Regel mit der Abkürzung SA geführt und dargestellt.

## Besonderheiten
Insgesamt wird auf dem Schwäbische-Alb-Radweg der Geopark Schwäbische Alb in seiner Vielfalt an Naturerscheinungen nachvollziehbar: berühmte Fossilien, interessante Aufschlüsse, erloschene Vulkanschlote und freistehende Zeugenberge prägen das Bild. Das Südwestdeutsche Stufenland zeigt sich mit Meteoriteneinschlägen und anderen geologischen Besonderheiten auf seiner gesamten Strecke.
Schon der Start des Weges am Überlinger See imponiert mit steilen Uferwänden, die durch einen Grabenbruch in der Folge der Alpenfaltung entstanden sind. In der Eiszeit wurde der See durch den von Südosten kommenden Rheingletscher, der den ganzen Bodensee ausgehobelt hat, überformt. Der Weg verlässt die Bodenseeregion und führt direkt daran anschließend zum Naturpark Obere Donau mit seinem Donaudurchbruch.
Zu den anspruchsvollen Seiten des Weges gehört unter anderem die mehrmalige Überwindung der Europäischen Hauptwasserscheide. Kurz nach Nendingen, wo der Aufstieg von den Zuflüssen der Donau und der Abstieg über Neckarzuflüsse durch die hoch gelegene Wasserscheide Atlantik – Schwarzes Meer vorgegeben ist, wird diese Scheide in besonderer Weise erlebbar.
Bei Bad Urach erreicht der Weg das Biosphärengebiet Schwäbische Alb und verlässt es gemeinsam mit dem Alb-Neckar-Radweg wieder durch das Neidlinger Tal. Dazwischen verläuft der Radweg auf über 800 Meter Höhe über dem Meeresspiegel.
Holzmaden steht für Fossilien aus der Posidonienschiefer-Formation, die sowohl in der freien Natur als auch im Urwelt-Museum Hauff erlebbar sind.
In Nördlingen sind die Spuren des Ries-Ereignisses in Form des Meteoritenkraters im Nördlinger Ries sichtbar.

## Sehenswürdigkeiten am Streckenverlauf

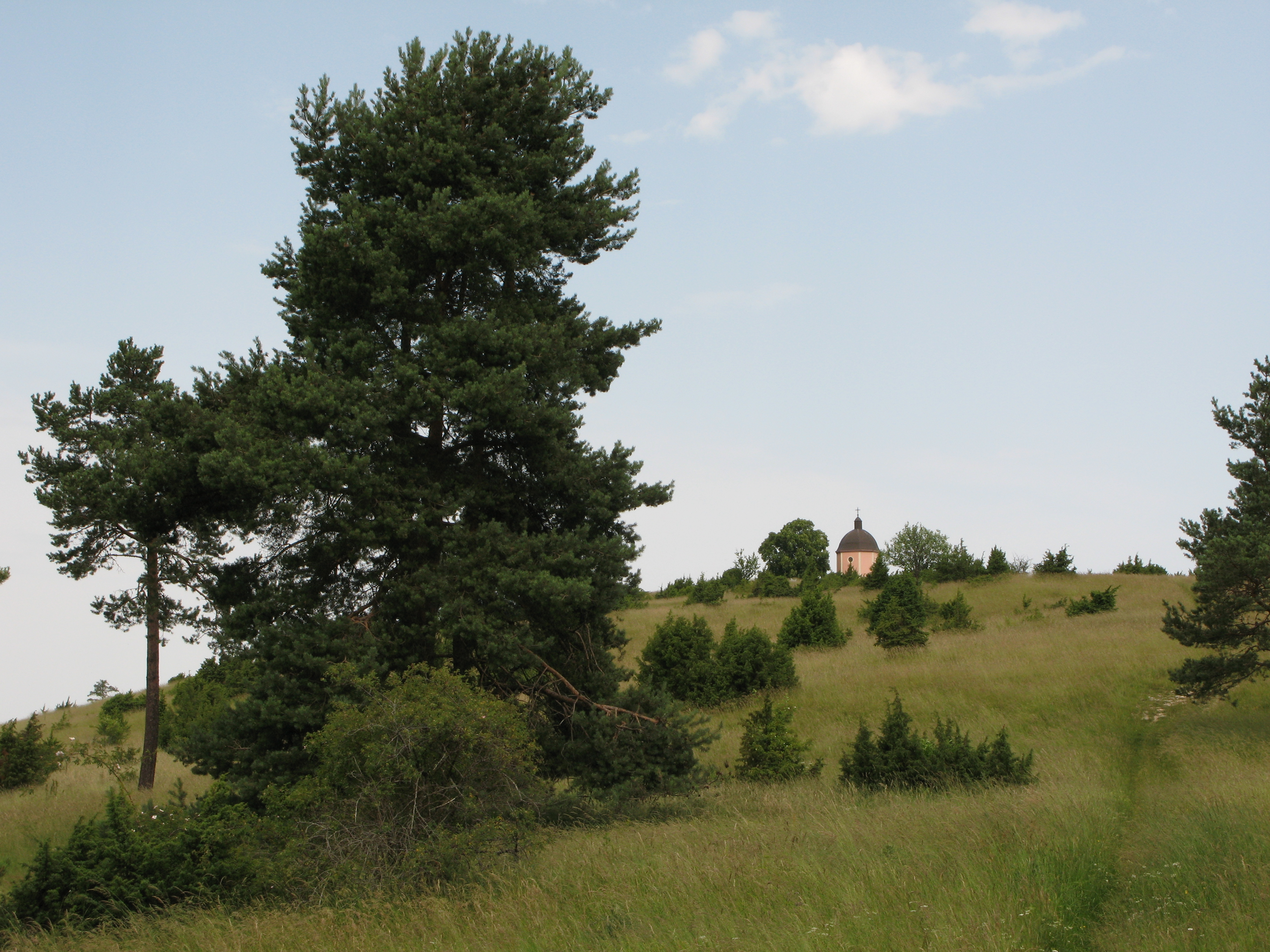
Am Alten Berg bei Böttingen zeigt sich die typische Heidelandschaft der Schwäbischen Alb.
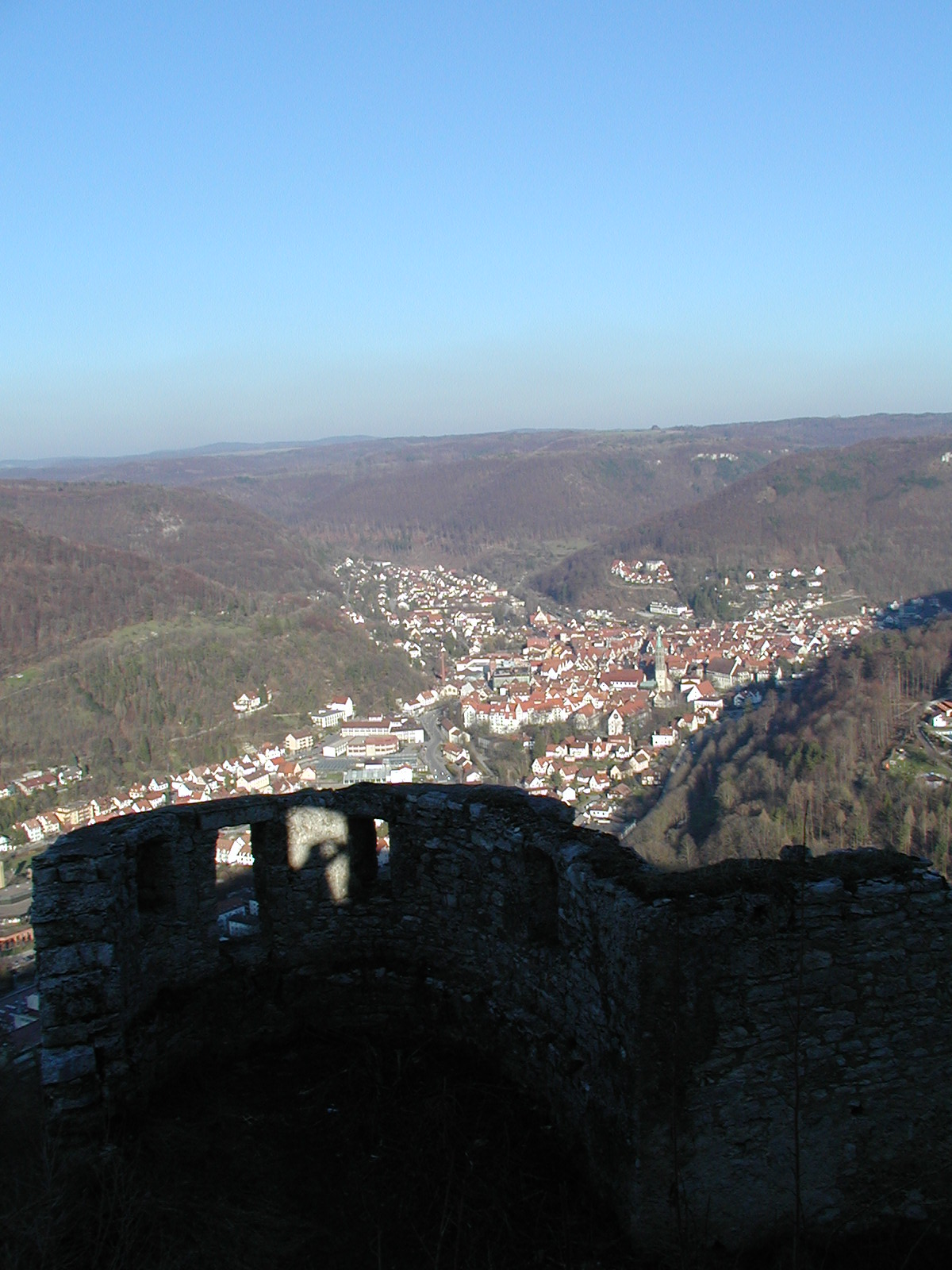
Die mächtige Burg Hohenurach wird im Ermstal sichtbar; gleichzeitig wird das Biosphärengebiet Schwäbische Alb erreicht.
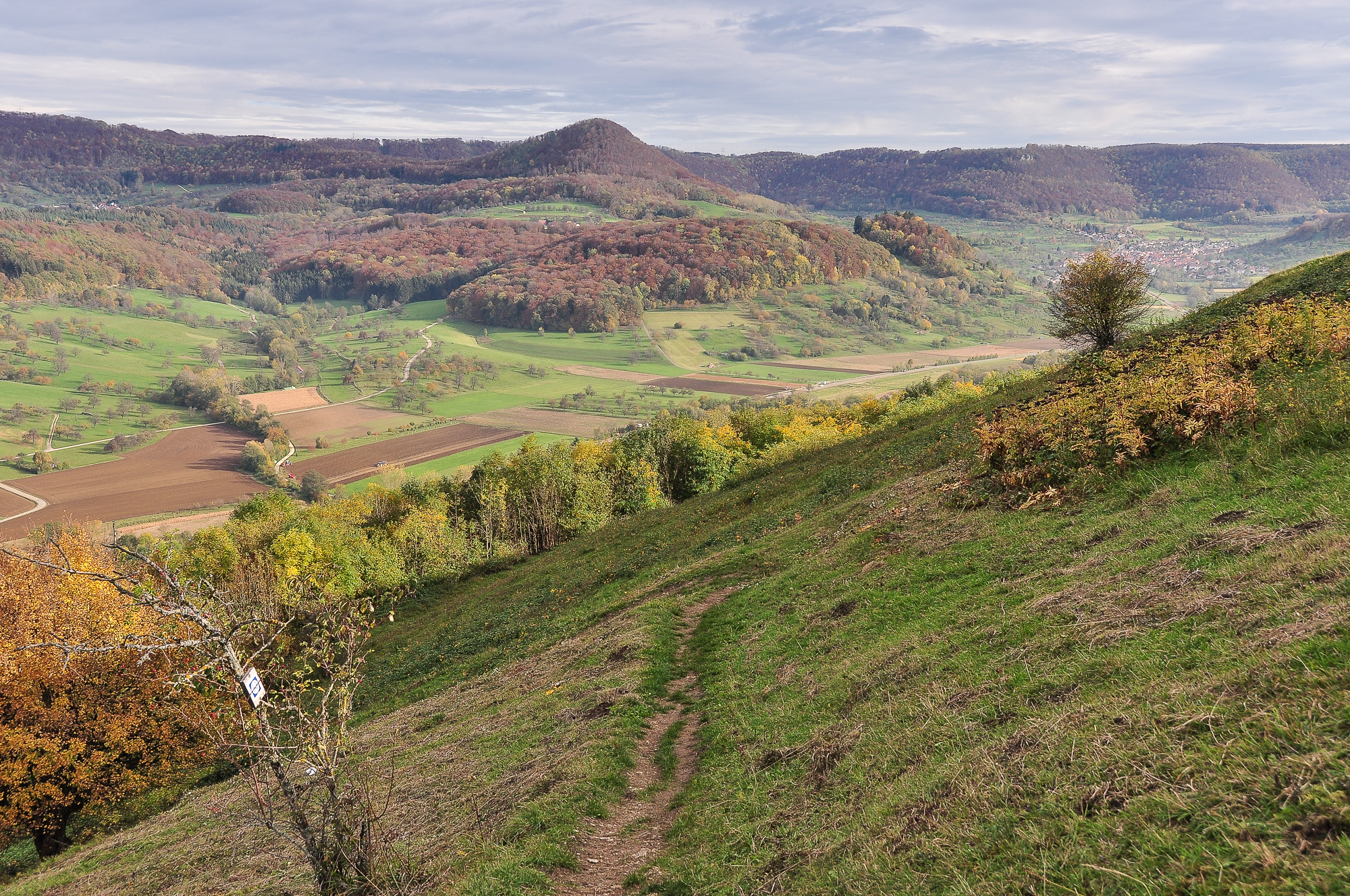
Ein Blick von der Limburg Richtung Alb, wo der Weg beträchtlich an Höhe verliert. Die Limburg wird am Ende des Neidlinger Tales umfahren.
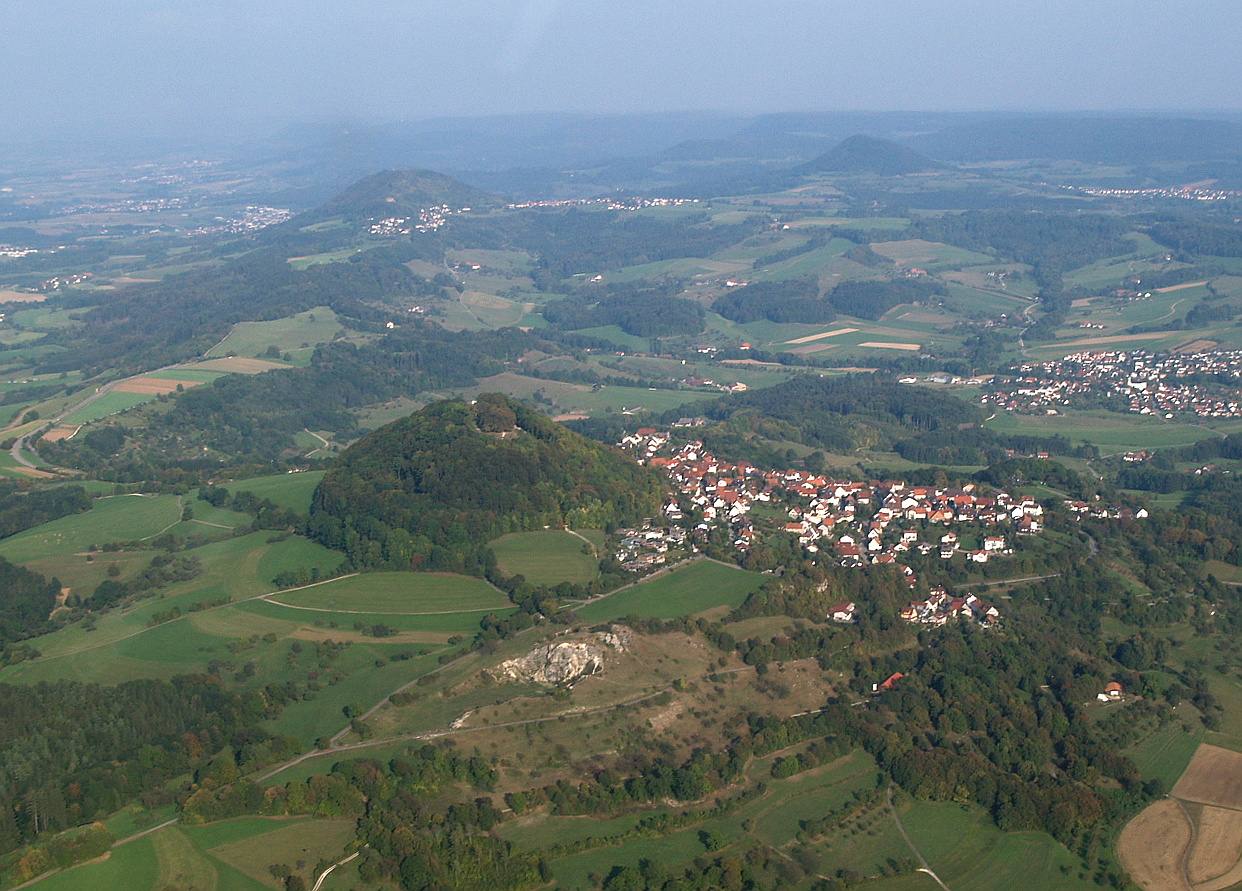
Zwischen Göppingen und Schwäbisch Gmünd werden die Drei Kaiserberge erlebbar.
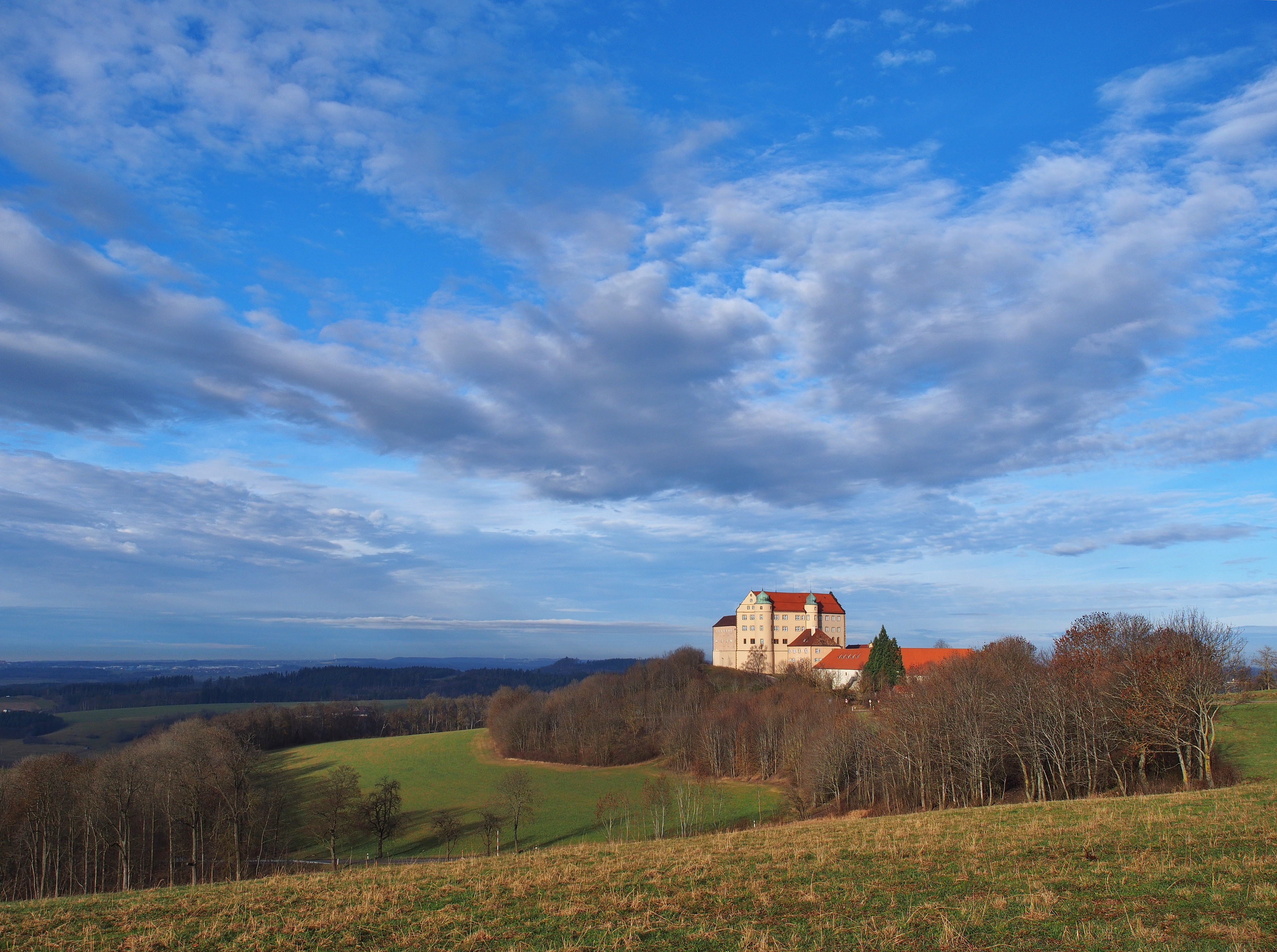
Eine der letzten auch auf dem Radweg von weitem sichtbaren Kulturdenkmäler zwischen Aalen und Nördlingen am Trauf der Ostalb ist das Schloss Kapfenburg.